# سینه‌سرخ پیسه تاج‌سفید
سینه‌سرخ پیسه تاج‌سفید (نام علمی: Copsychus stricklandii) نام یک گونه از سرده سینه‌سرخ پیسه است.